# 이후쿠촌 (나가사키현)
이후쿠촌(伊福村)은 나가사키현 시마바라 반도에 있던 촌이며, 미나미타카키군에 속해있던 촌이다.  1926년에 인접한 고베촌과 합병해 다이쇼촌이 되었다.

## 역사
- 1889년 4월 1일 - 정촌제 시행에 의해 미나미타카키군 고베촌이 성립하였다.
- 1912년 10월 10일 - 당촌역에 시마바라 철도선의 후루베역이 개업하였다.
- 1926년 7월 1일 - 이후쿠촌과 합병해 다이쇼촌이 성립하여, 고베촌은 소멸하였다.

## 교통

### 철도
촌역에  시마바라 철도선이 통과하지만, 역은 설치되어있지 않았다.

## 참고문헌
- 角川日本地名大辞典 42 長崎県
- 長崎県南高来郡町村要覧．上編「伊福村」（1893年）国立国会図書館デジタルコレクション
- 長崎縣告示第三百二十二號・三百二十三號『村廃置に関する件 보관됨 2018-01-27 - 웨이백 머신、 보관됨 2018-01-27 - 웨이백 머신』長崎県公報 大正15年7月1日付号外